# Leodegar Petrin
Leodegar Petrin (* 22. September 1877 in Ainbach; † 29. September 1965 in Wien) war ein österreichischer Spitzenbeamter und Präsident des Bundesdenkmalamts bzw. der Zentralstelle für Denkmalschutz.

## Leben
Leodegar Petrin maturierte an der Theresianischen Akademie in Wien. In den Jahren 1897/98 diente er als Einjährig-Freiwilliger beim Dragonerregiment Albrecht Prinz von Preußen Nr. 6. Im Jahr 1900 heiratete Petrin. Er studierte Rechtswissenschaft an der Universität Wien und promovierte 1902 zum Doktor der Rechte.
Im Oktober 1900 trat Petrin als Konzeptspraktikant in den Dienst der Landesregierung Kärnten. 1905 wurde er als Bezirkskommissär in das Unterrichtsministerium einberufen. Von 1917 bis 1911 war er dem Ministerratspräsidium zugeteilt, danach diente er wieder im Unterrichtsministerium.
Während des Ersten Weltkriegs leistete er Kriegsdienst als Ordonnanzoffizier, ab 1917 war er in die politische Sektion im Heeresministerium abkommandiert. Sein Dienstgrad war Rittmeister in der Reserve.
Im November 1918 wurde Petrin in den Dienst der Republik als Sektionsrat übernommen und 1920 zum Ministerialrat ernannt. 1923 wurde er Vorstand der Kunstabteilung im Unterrichtsministerium. Am 2. Juli 1931 wurde er zum Präsidenten des Bundesdenkmalamtes (ab 1934: Zentralstelle für Denkmalschutz) ernannt. Am 1. Jänner 1937 erfolgte die Ernennung zum Sektionschef. Nach dem „Anschluss“ Österreichs an den NS-Staat wurde Petrin im Juli 1938 pensioniert.
Petrin war Autor einiger Schriften zum Verwaltungsrecht.

## Auszeichnungen
- 1937 wurde Petrin zum Ehrenmitglied der Akademie der bildenden Künste Wien ernannt[2]
- 1938 erhielt er das Komturkreuz I. Klasse des österreichischen Verdienstordens[3]

## Belege
1. ↑  Amtlicher Teil. In: Wiener Zeitung, 4. Juli 1931, S. 1 (online bei ANNO).
2. ↑  Personalnachrichten. In: Salzburger Chronik. Tagblatt mit der illustrierten Beilage „Oesterreichische Woche“, 22. November 1937, S. 5–6 (online bei ANNO).
3. ↑  Personalnachrichten. In: Der Wiener Tag, 13. Jänner 1938, S. 7 (online bei ANNO).

| Personendaten    | Personendaten                                                              |
| ---------------- | -------------------------------------------------------------------------- |
| NAME             | Petrin, Leodegar                                                           |
| KURZBESCHREIBUNG | österreichischer Beamter und Präsident der Zentralstelle für Denkmalschutz |
| GEBURTSDATUM     | 22. September 1877                                                         |
| GEBURTSORT       | Ainbach                                                                    |
| STERBEDATUM      | 29. September 1965                                                         |
| STERBEORT        | Wien                                                                       |